# Poésie chinoise
 (juin 2012).
Si vous disposez d'ouvrages ou d'articles de référence ou si vous connaissez des sites web de qualité traitant du thème abordé ici, merci de compléter l'article en donnant les références utiles à sa vérifiabilité et en les liant à la section « Notes et références ».

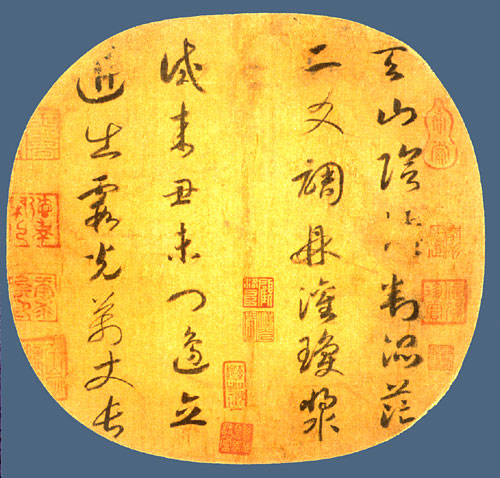
Poème chinois attribué à l'Empereur Song Gaozong (1107-1187)

L'écriture occupe une place centrale dans la culture chinoise et la poésie a toujours occupé le premier rang parmi les modes d'expression. Lettré, écrivain et poète y sont des termes interchangeables, qualités déterminant la valeur d'un homme. Les examens impériaux étaient basés en grande partie sur la maitrise de l'écriture.
L'histoire de la poésie chinoise peut être divisée en trois périodes principales : la période antique, caractérisée par des chansons folkloriques aux formes simples et répétitives, la période classique de la dynastie Han à la dynastie Qing, qui voit une prolifération de formes diverses, et enfin la période moderne caractérisée par des vers libres d'influence occidentale.
Les poèmes n'ont été associés à la peinture, qui partage le même médium calligraphique, que tardivement.
Les mots sont monosyllabiques dans une langue tonale, le poème chinois est avant tout un rythme, un chant, et s'il y avait plusieurs formes de poèmes, pendant longtemps il n'y eut pratiquement pas de prose. L'étude de la poésie chinoise ancienne est donc l'étude de l'ensemble de la littérature de cette période.
Si nous connaissons autant de poèmes anciens, c'est que les souverains de l'antiquité et des débuts de l'empire, pour évaluer l'état d'esprit des sujets de leurs diverses provinces, envoyaient des émissaires chargés de rapporter les poèmes et les chansons nouvelles.

## Thèmes, formes et structures

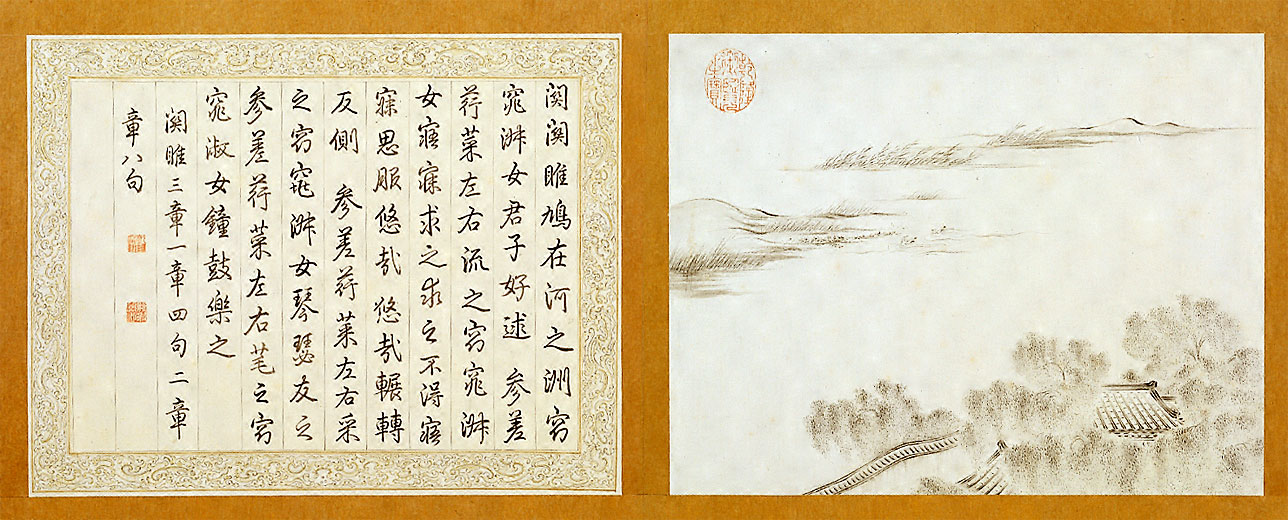
Shi Jing

### Période antique
Le Shi Jing (诗经, littéralement : Classique de la Poésie, aussi appelé Livre des Chansons ou Livre des Odes) fut le premier recueil majeur de poésies chinoises et date d'environ -1000. Il comprend des chants religieux et profanes, des chroniques historiques en vers, des poèmes aristocratiques (odes) et des poèmes plus rustiques, sans doute des chansons folkloriques.
voici en exemple le poème I.2 :

鵲巢
維鵲有巢、維鳩居之。

之子于歸、百兩御之。

維鵲有巢、維鳩方之。

之子于歸、百兩將之。

維鵲有巢、維鳩盈之。

之子于歸、百兩成之。
et la traduction de Marcel Granet : 
C'est la pie qui a fait un nid ;

Ce sont ramiers qui logent là !

Cette fille qui se marie,

Avec cent chars accueillez-la !
C'est la pie qui a fait un nid :

Ce sont ramiers qui gîtent là !

Cette fille qui se marie,

Avec cent chars escortez-la !
C'est la pie qui a fait un nid :

Ce sont ramiers plein ce nid-là !

Cette fille qui se marie,

De cent chars d'honneur comblez-la ! 
deux vers d'un poème sacré :

Le grand dieu est inconstant dans sa bonté

Il sème la famine et détruit les maisons
et du plus ancien poème connu, datant de la dynastie Shang :

Que peut me faire le gouvernant

Si pas de guerre je suis vivant.

Une seconde anthologie, moins lyrique, fut le Chuci (楚辭, chansons de Chu), composé de poèmes attribués au personnage semi-légendaire Qu Yuan, et son successeur Song Yu.

### Âge d'or classique
Pendant la dynastie Han, les poèmes Chu ont évolué vers une autre forme lyrique, le fu (賦), un poème en vers rimés à l'exception des passages introductifs et conclusifs en prose, souvent sous forme de questions et réponses.
À partir de la dynastie Han, les poèmes yue fu suivirent l'héritage du Shi Jing. Il s'agissait encore de chansons lyriques, avec des chansons folkloriques originales, des imitations de cour et les versions des poètes les plus connus — notamment Li Bai sous les Tang.
À partir du IIe siècle apr. J.-C., le yue fu évolua, aboutissant à la forme shi canonique de la poésie classique, qui devait dominer la poésie chinoise jusqu'à la période moderne. Ce sont des poèmes de cinq ou sept pieds (caractères), avec une césure avant les trois derniers caractères de chaque ligne. Ils se divisent en gushi (古诗, vieux poèmes) et jintishi (今體詩), une forme plus stricte avec des règles de répartition tonale et métrique développée sous la dynastie Tang. Les plus grands auteurs de gushi et de jintishi furent Li Bai et Du Fu.
À la fin de la dynastie Tang, la forme lyrique ci (辭) devint plus populaire. Typiques de la dynastie Song, les ci sont composés sur des thèmes variés, mais sont le plus souvent lyriques et intimes.
Les ci devinrent plus littéraires et artificiels après les Song, puis laissèrent la place au qu ou san qu (散曲), une forme plus libre, nourrie de nouvelles chansons populaires. Le recours aux chansons de san qu dans le théâtre marqua une étape importante dans le développement de la littérature vernaculaire.

### Poésie classique tardive
Après la dynastie Song, les poèmes shi continuèrent d'être composés jusqu'à la fin de la période impériale, et dans une moindre mesure jusqu'à aujourd'hui. Toutefois, ces œuvres ont toujours été considérées comme inférieures à celles de la période classique, de la dynastie Tang en particulier. La raison principale en est la révérence à l'égard de la culture classique, écrivains et lecteurs se refusant à envisager que de nouvelles créations puissent arriver à la cheville des productions passées. En conséquence, les poètes tardifs ont multiplié les jeux allusifs, les références à leurs prédécesseurs adulés, contribuant à obscurcir la signification de leurs poèmes pour les lecteurs modernes. 
Une autre raison est l'augmentation de la population, la popularisation de la littérature et la plus grande diffusion des travaux grâce à l'imprimerie et aux travaux éditoriaux qui ont amplifié grandement le volume de production littéraire, rendant plus difficile l'identification et l'évaluation des nouveaux travaux.
La littérature vernaculaire, au contraire, s'est beaucoup développée durant cette période, en particulier le théâtre et les romans, qui devinrent les moyens d'expression les plus courants.

### Poésie moderne
Les poèmes chinois modernes (新詩, vers libre) ne sont généralement pas composés d'après des structures définies. La poésie connut une révolution après le Mouvement du 4 mai lors duquel les écrivains s'efforcèrent de recourir aux styles vernaculaires plus proches du langage parlé baihua (白話) que des formes écrites. Des poètes du début du XXe siècle comme Xu Zhimo, Guo Moruo et Wen Yiduo ont cherché le moyen de se libérer de la culture classique en s'inspirant des modèles occidentaux ; Xu, par exemple, suivait scrupuleusement le style des poètes romantiques avec des rimes finales.
Pendant la période communiste, des poètes comme Ai Qing utilisèrent des formes plus proches de la diction directe, qui furent largement appréciées et imitées.

## Poètes

### Tang
La production poétique de la période Tang est considérable : on compte dans la Poésie complète des Tang quarante huit mille neuf cents poèmes de plus de deux mille auteurs.
Li Bai, Du Fu et Bai Juyi sont les poètes les plus célèbres. Meng Haoran et Wang Wei sont deux autres auteurs importants de cette dynastie.

### Song
Li Qingzhao est la plus connue des poétesses chinoises avec Zhu Shuzhen.

### Moderne
Sur la scène poétique contemporaine, les figures les plus importantes et influentes sont connues sous le nom de « groupe des poètes brumeux », en allusion à leurs références hermétiques. Les plus connus sont Bei Dao, Gu Cheng, Duo Duo et Yang Lian, qui se sont tous exilés après les événements de la place Tian'anmen. 
Enfin, Tsering Woeser (née en 1966) est une poétesse et essayiste tibétaine dont les écrits font l'objet d'une censure par le pouvoir chinois.